# Linnaeus Tripe
Linnaeus Tripe (14. dubna 1822, Devonport – 2. března 1902, tamtéž) byl britský průkopník fotografie, nejznámější svými fotografiemi Indie a Barmy pořízenými v 50. letech 19. století.

## Životopis

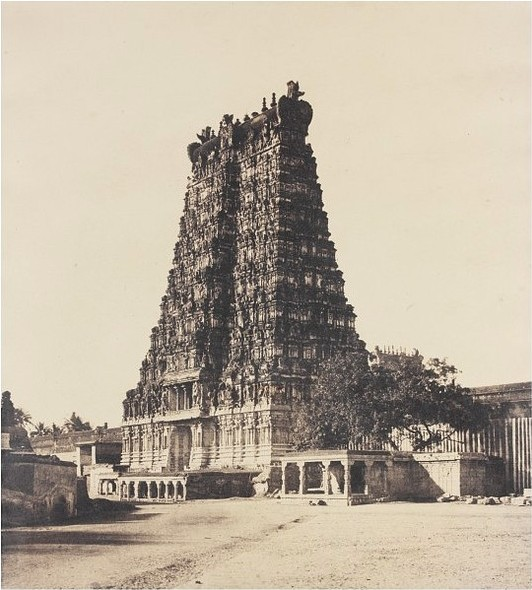
Východní Gopuram Velké pagody z alba 'Photographs of Madura: Part III', 1858, Linnaeus Tripe V&A Museum no. IS.40:2–1889

Linnaeus Tripe se narodil v Plymouth Dock (nyní Devonport ), Devon, rodičům Mary (1786–1842) a Corneliovi (1785–1860). Byl devátým z dvanácti dětí. V roce 1838 vstoupil do armády Východoindické společnosti a v roce 1840 se stal poručíkem se sídlem na jihu Indie. V roce 1850 se vrátil do Anglie na dovolenou, která byla prodloužena kvůli špatnému zdraví až do roku 1854. Během této doby začal experimentovat s fotografií a v roce 1853 se připojil k Královské fotografické společnosti. Vrátil se do indické Bangalore, jako kapitán v červnu 1854. V prosinci téhož roku pořídil své první fotografie Indie. V únoru následujícího roku se zúčastnil Madrasské výstavy surovin, umění a výroby v jižní Indii, kde vystavil 68 fotografií dříve nefotografovaných chrámů. Porota prohlásila tyto fotografie za „Nejlepší sérii fotografických pohledů na papíře“. Získal zlatou medaili za sérii kalotypií, ilustrující barmskou architekturu a ornament.
Komentář ve zprávě poroty zaznamenal umělecké kvality v Tripeových dílech:
...Z povahy fotografie by se dalo předpokládat, že všechny obrazy vytvořené jejími prostředky musí mít stylovou podobnost; je však zvláštní fakt, že tomu tak není, práce jednoho operátora se svým charakterem dokonale liší od práce druhého, i když byl použit stejný typ zařízení a stejný proces; to lze pozorovat, když dva obrázky byly pořízeny různými vystavovateli ze stejného pohledu — nejlepší indické fotografie na výstavě, ty od kpt. Tripeho a kpt. Alexandra Greenlawa, to dokládají výrazným způsobem. Pohledy kpt. Tripeho vynikají povrchovou úpravou a jemností – ty od kapitána Greenlawa ve smělosti, svobodě a efektu, první jsou možná nejlepší fotografie, ale ty druhé jsou nejlepší obrazy. Kalotypie pořízené v Barmě a vystavené kpt. Tripem jsou výborné; pozoruhodné pro velkou odlišnost a také pro svůj neobvyklý a krásný odstín. Když jsou všechny tak skvělé, je těžké označit některé za zvlášť hodné povšimnutí."

## Barma
Po druhé z anglo-barmských válek se britská mise v roce 1855 pokusila přesvědčit barmského krále Mindona Mina, aby ratifikoval smlouvu převádějící Pegu pod britskou nadvládu. Misi vedl major Arthur Phayre, sekretářem byl Henry Yule. Fotografie se stala preferovaným médiem pro vytváření vizuálního záznamu z důvodů hospodárnosti a přesnosti. Tripe - již známý jako fotograf z období v Indii, byl vybrán lordem Dalhousie, aby doprovázel oficiální expedici do Avy v Barmě, aby získal reprezentace scén a budov. Tato návštěva vyústila ve vydání publikace Pohledy z Barmy. Indická vláda požádala, aby bylo vyrobeno 50 sad tisků a 20 bylo vyžádáno Soudním dvorem Východoindické společnosti. Z toho 7 ucelených souborů je součástí sbírek v galeriích, knihovnách a muzeích. Tripe se vrátil do Indie a strávil téměř dva roky tiskem fotografií, včetně pečlivé retuše mraků a oblohy a vnesl do dokumentárního snímku estetickou kvalitu.

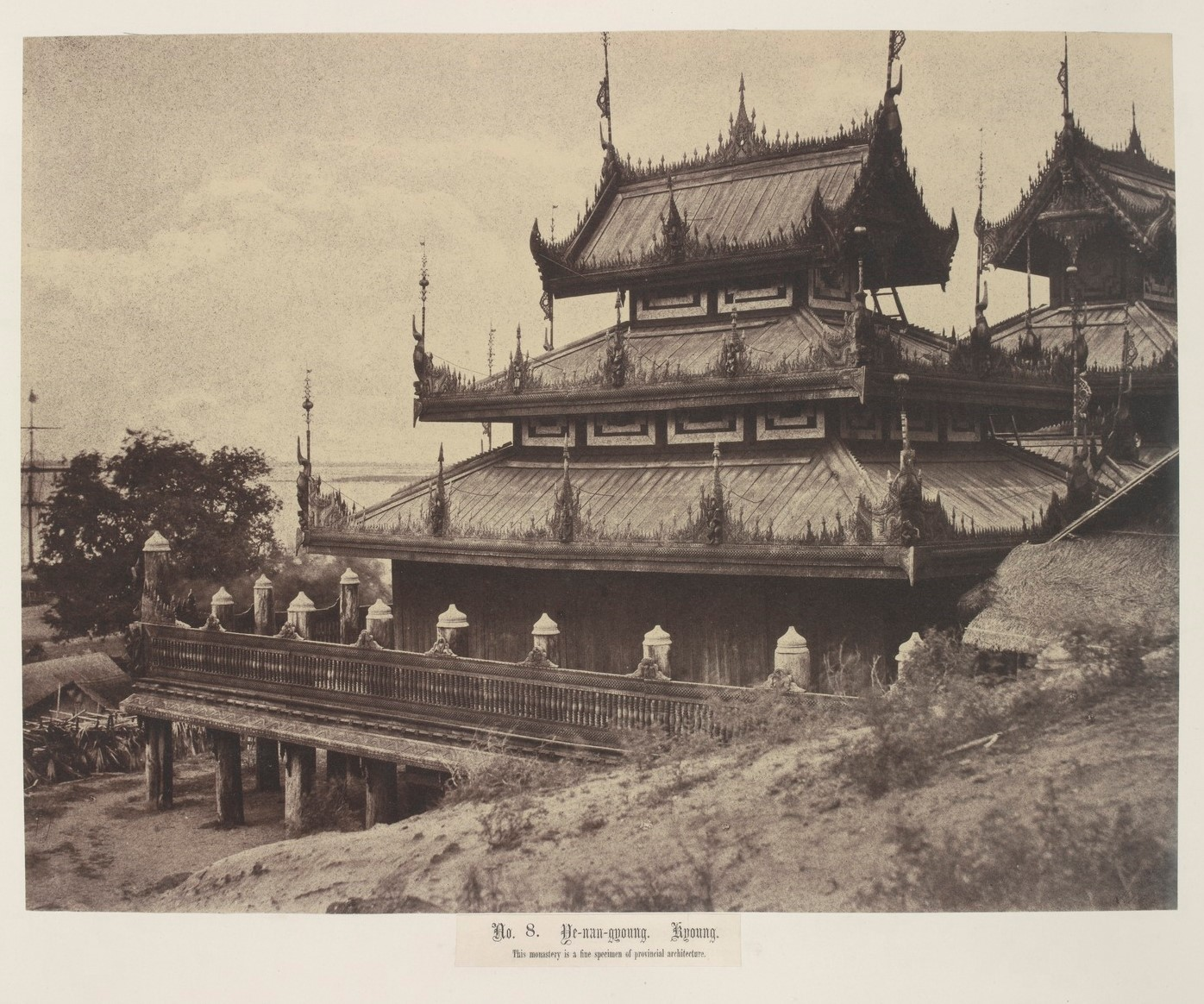
Klášter Ye-nan-gyoung, Kyoung, Barma (Myanmar). Pohledy z Barmy, č. 8. Státní knihovna Victoria, Melbourne, Austrálie.

## Madras
V březnu 1857 se Tripe stal oficiálním fotografem vlády Madrasu, pořizoval fotografie předmětů vystavených na výstavě Madras a portréty obyvatel Madrasu. V roce 1858 pořídil fotografie předmětů architektonického nebo starožitného zájmu a obrazy užitečné z praktického, inženýrského hlediska. Vystavil 50 fotografií z tohoto turné na výroční výstavě fotografické společnosti Madrasu v roce 1859. V březnu 1862 uspořádal sérii jeho fotografií profesor Archer na setkání Fotografické společnosti a vystavil Poodoocotah, Madura, Ruakotta, Seringham, sochy Amaravati Marbles (Elliot Marbles), a další.  Tyto fotografie jsou nyní (2022) v Britské knihovně, zatímco Amaravati Marbles jsou v Britském muzeu.
Po indickém povstání v roce 1857 přešla kontrola nad Indií do rukou britské koruny a v červnu 1859 Tripeovi bylo nařízeno nepodnikat žádnou novou práci. Na konci toho roku mu bylo řečeno, aby zavřel podnik a prodal zařízení. Jeden z jeho asistentů, C. Iyahswamy, se také stal talentovaným fotografem.

## Návrat do armády
V roce 1863 se Tripe vrátil do armády, byl neustále povyšován a v srpnu 1873 se stal plukovníkem. Během pobytu v Dolní Barmě v únoru 1869 vytvořil své dvě poslední série fotografií. Zde fotografoval krajiny na skleněné negativy. Tripe opustil Indii v roce 1873 a z armády odešel v dubnu 1874. Zemřel v Devonportu dne 2. března 1902.

## Galerie

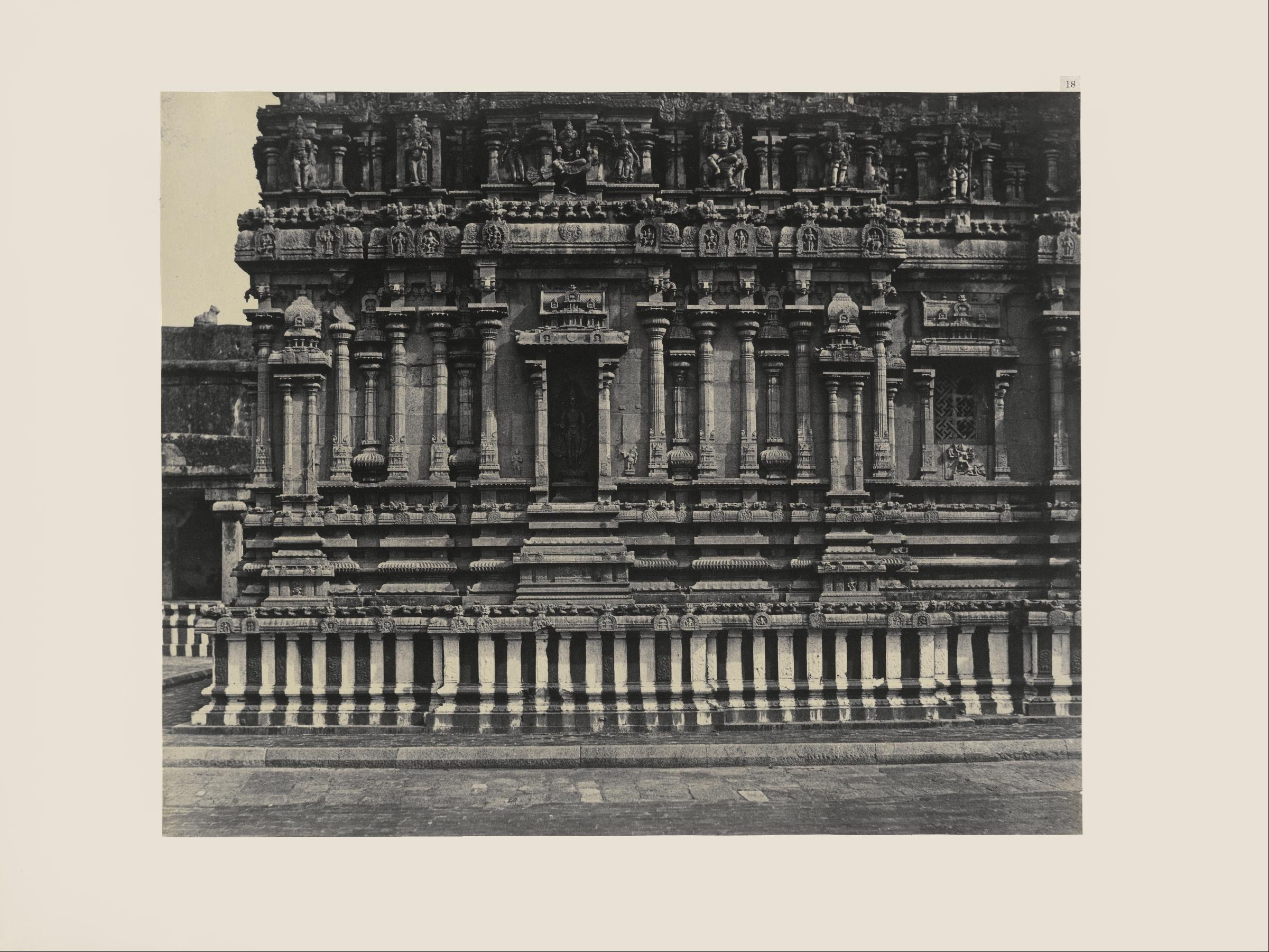
Tanjore. Great Pagoda. South Facade of Small Chapel
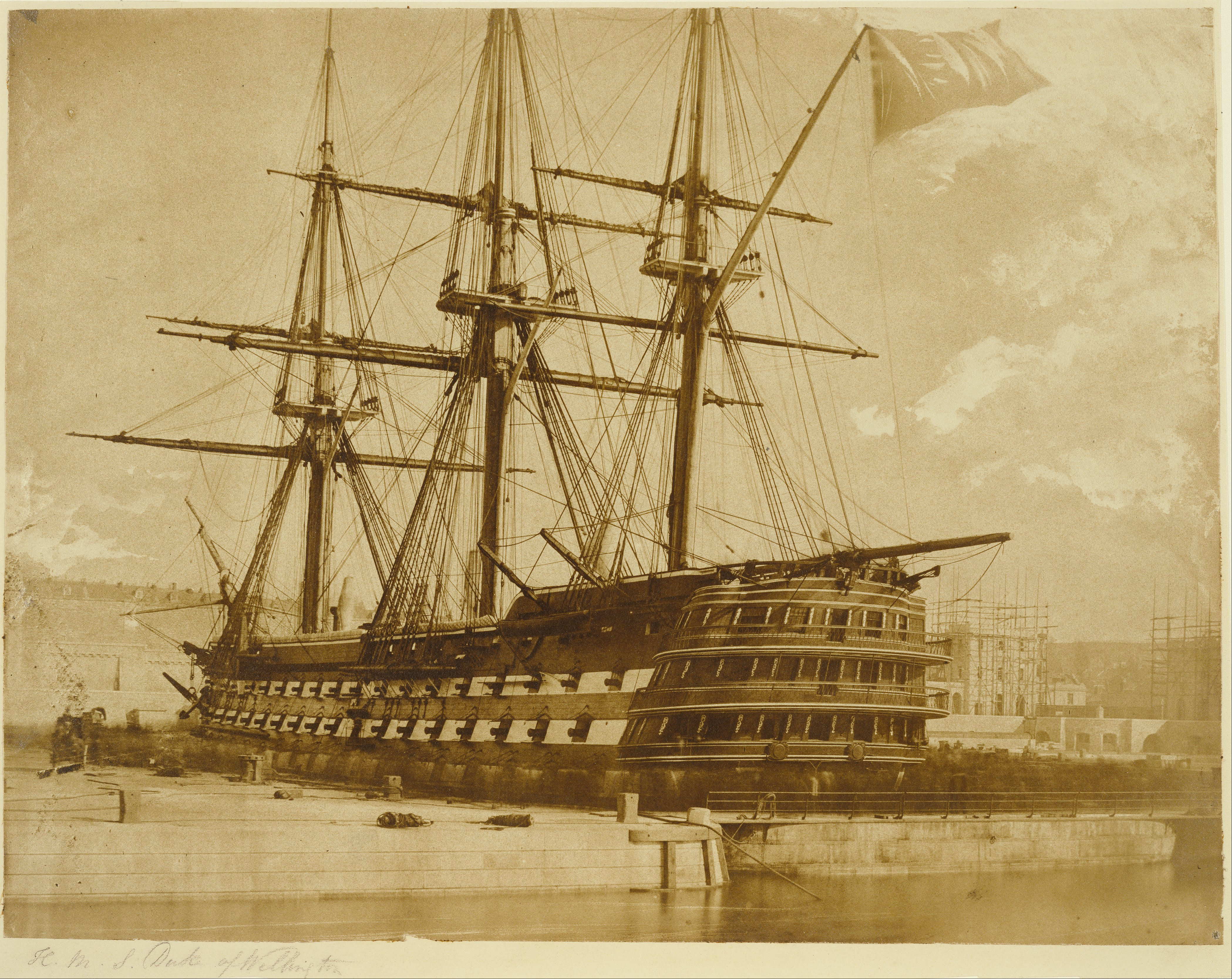
Duke of Wellington at Keyham, Anglie, 1854
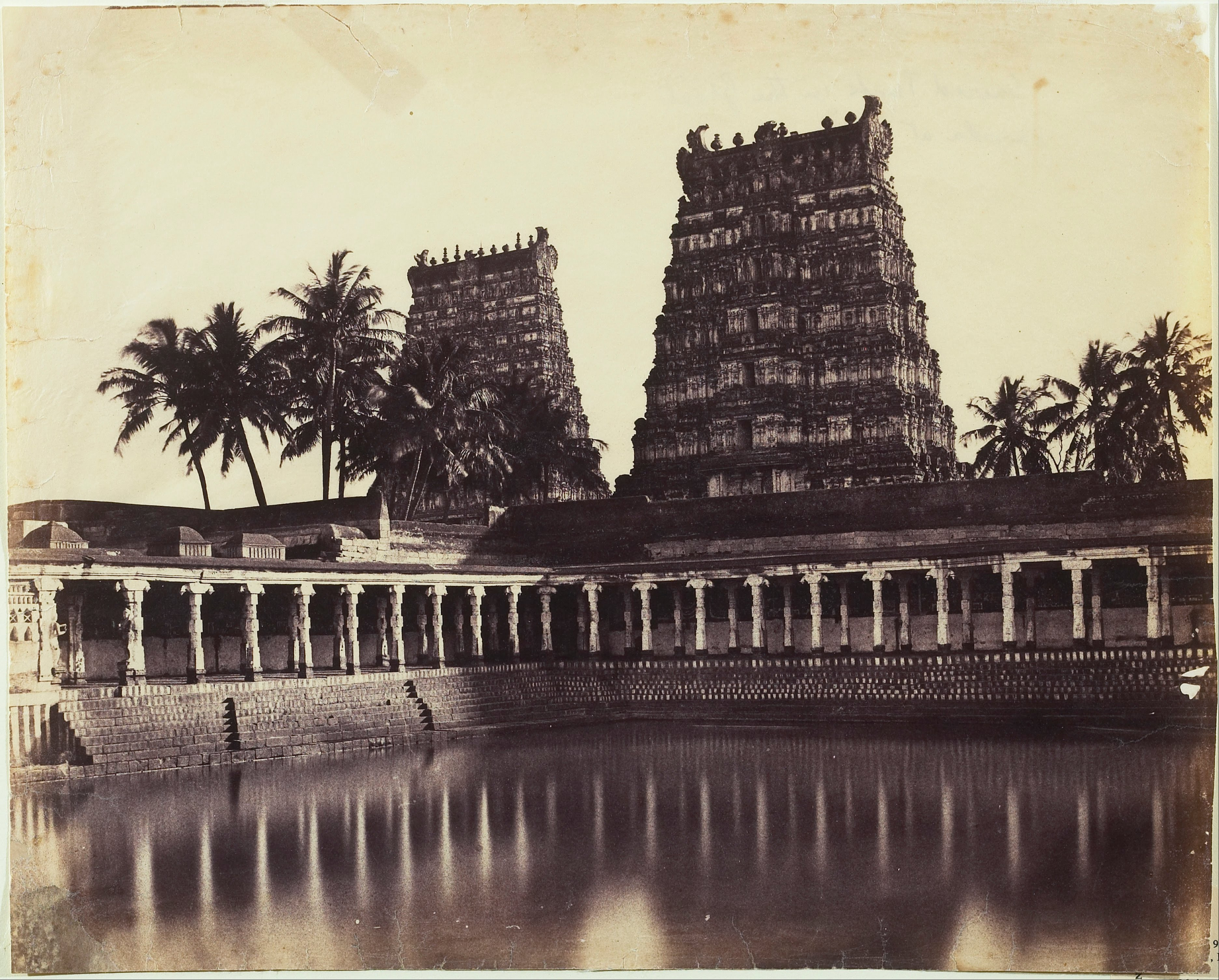
Madura. The Great Pagoda, Mootoo Alaghur and East Gopurum from Tank
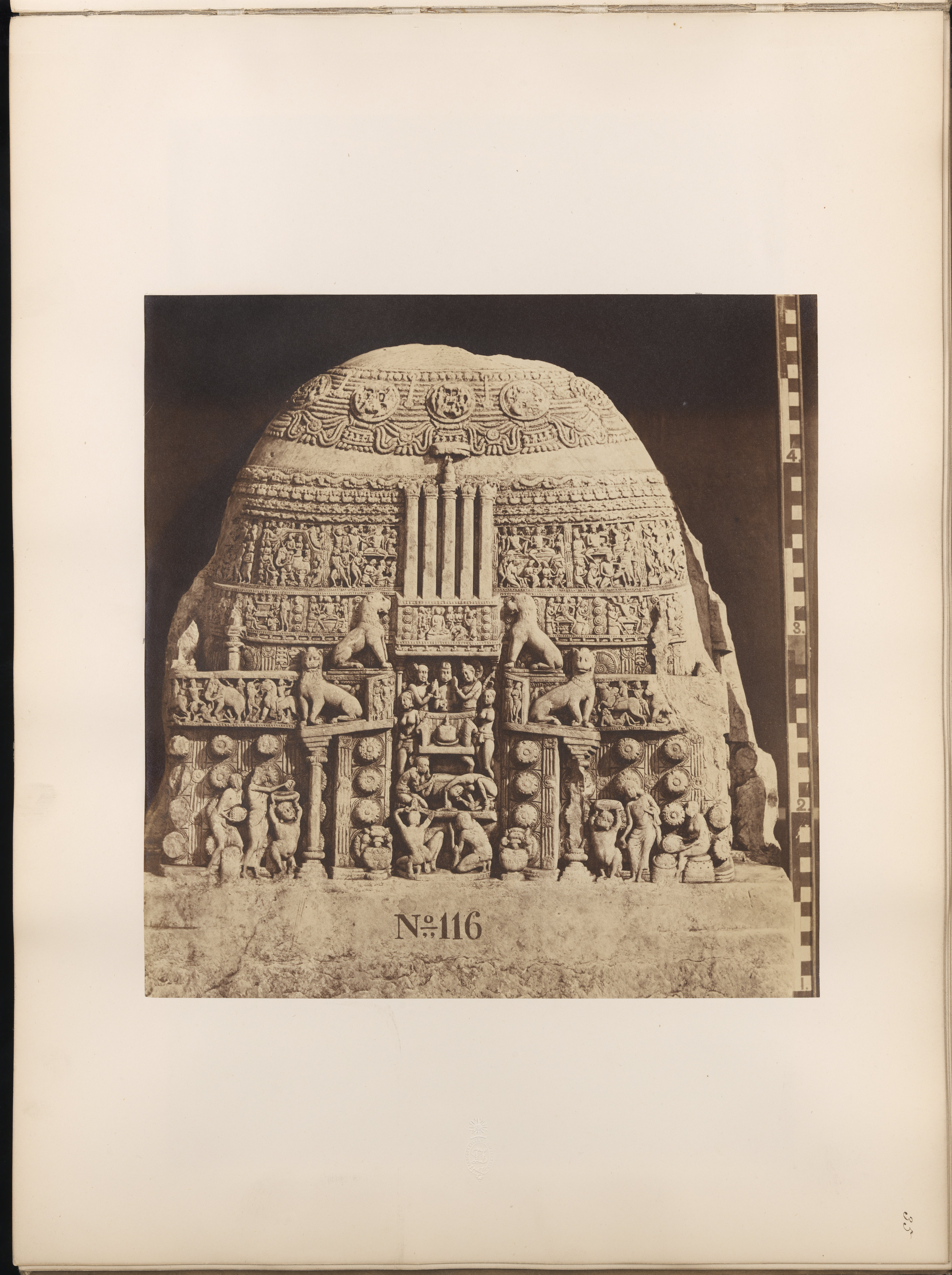
Amaravati Marbles